# La donna bizzarra
La donna bizarra è un'opera teatrale in cinque atti in versi martelliani di Carlo Goldoni scritta nel 1758, riadattando la precedente commedia La donna stravagante del 1756.  Il testo fu scritto per l'amico Marchese Albergati, che era solito recitare con una compagnia di comici dilettanti nella sua villa di Zola Predosa. Dell'adattamento nessuno si accorse e la commedia ha goduto, soprattutto nel corso dell'Ottocento, di una certa fortuna.
Per il teatro privato dell'Albergati, Goldoni aveva già ideato negli anni precedenti L'avaro e Il cavaliere di spirito, e in seguito scriverà L'osteria della posta e La burla retrocessa nel contraccambio.

## Trama
Mantova. La vedova contessa Ermelinda è alle prese con ben quattro corteggiatori, ma nessuno di loro corrisponde alle sue esigenze.

## Poetica
Scrive l'autore nella prefazione dell'edizione a stampa: La bizzarria di questa mia Donna non dipende né da iracondia, né da vivezza di spirito, ma da capriccio, che vale a dire da una testa mal regolata. Vi sono delle Donne e degli Uomini di tal carattere; meritano di esser corretti, ed io ho avuto animo di far del bene a chi n'ha bisogno, e di far ridere chi è esente da tal difetto. Ma chi sa che non rida degli altri chi è più attaccato da una simile malattia? Raro è lo specchio che disinganni, l'amor proprio vi mette un velo, e l'abituazione fa che si sente l'odore degli altri, e non si fa caso del nostro.